# Stanisław Pogorzelski (żużlowiec)
Stanisław Pogorzelski (ur. 7 marca 1958, zm. 12 stycznia 2004) – polski żużlowiec.

## Kariera
Pochodził z rodziny o bogatych żużlowych tradycjach (jego wujem był Andrzej Pogorzelski, m.in. trzykrotny Drużynowy Mistrz Świata). Karierę żużlową rozpoczął w połowie lat 70. XX wieku w Lesznie. W 1978 r. przeniósł się do Opola i do końca kariery (1994) reprezentował barwy tamtejszego Kolejarza. Był dwukrotnym medalistą Drużynowego Pucharu Polski (1979 – III m., 1980 – II m.).
Największy sukces w karierze osiągnął w 1981 r. w Zielonej Górze, gdzie zdobył tytuł Młodzieżowego Indywidualnego Mistrza Polski. W tym samym roku zajął VI m. w rozegranym w Toruniu finale „Srebrnego Kasku”. Do innych jego znaczących osiągnięć należały m.in. VII m. w końcowej klasyfikacji „Złotego Kasku” (1989) oraz awans do finału Indywidualnych Mistrzostw Polski (Lublin 1990 – XVI m.).